# Don Hartman
Samuel Donald „Don“ Harman (* 18. November 1900 in New York, New York; † 23. März 1958 in Palm Springs, Kalifornien) war ein US-amerikanischer Drehbuchautor, Filmregisseur, Filmproduzent und Liedtexter.

## Leben
Don Hartman wurde nach seinem Schulbesuch Schauspieler, Autor und Manager am Dallas Little Theatre. Auch am Broadway war er bald darauf als Schauspieler zu sehen. 1933 zog es ihn nach Hollywood zum Film. Er begann als Drehbuchautor von Komödien und als Liedtexter einiger Filmsongs. Dabei arbeitete er als Drehbuchautor vielfach bei Filmen mit Bob Hope mit, unter anderem bei Filmen der Road to...-Filmreihe. Als Liedtexter wurde er immer gefragter und trat 1935 der American Society of Composers, Authors and Publishers (ASCAP) bei. Er schrieb unter anderem den Text zu den Liedern I Found a Dream, Love at Last, Readin', Ritin', Rhythm und If I Knew You Better. 
1944 begann Hartman für RKO Pictures als Filmproduzent zu arbeiten, kurz darauf führte er auch erstmals selber Regie. Seine größten Erfolge feierte er jedoch als Drehbuchautor: 1936 wurde er für den Oscar für die beste Originalgeschichte für den Film The Gay Deception (zusammen mit Stephen Morehouse Avery) und 1943 für das beste Originaldrehbuch für Der Weg nach Marokko (Road to Morocco) (zusammen mit Frank Butler) nominiert. Für die Komödie Jedes Mädchen müßte heiraten (Every Girl Should Be Married) mit Cary Grant, bei der er auch Regie führte, bekam er eine Nominierung der Writers Guild of America für den WGA-Award (zusammen mit Stephen Morehouse Avery). Seine letzte Arbeit im Filmgeschäft war die Produktion der Filmkomödie Die Heiratsvermittlerin (1958) mit Shirley Booth und Shirley MacLaine in den Hauptrollen.
Im Alter von 57 Jahren verstarb Don Hartman am 23. März 1958 in Palm Springs an den Folgen eines Herzanfalls.

## Filmografie (Auswahl)
- 1934: Marie Galante – Soundtrack (als Textdichter)
- 1935: The Gay Deception – Drehbuch
- 1936: Eine Prinzessin für Amerika (The Princess Comes Across) – Drehbuch
- 1937: Waikiki Wedding – Drehbuch
- 1938: Tropic Holiday – Drehbuch
- 1940: Der Weg nach Singapur (Road to Singapore) – Drehbuch
- 1941: Der Weg nach Sansibar (Road to Zanzibar) – Drehbuch
- 1942: Der Weg nach Marokko (Road to Morocco) – Drehbuch
- 1944: Up in Arms – Drehbuch, Produktionsleitung
- 1944: Das Korsarenschiff (The Princess and the Pirate) – Drehbuch, Produktion
- 1945: Der Wundermann (Wonder Man) – Drehbuch
- 1946: Der Held des Tages (The Kid from Brooklyn) – Drehbuch
- 1947: Eine Göttin auf Erden (Down to Earth) – Drehbuch, Produktion
- 1948: Jedes Mädchen müßte heiraten (Every Girl Should Be Married) – Regie, Drehbuch, Produktion
- 1949: Holiday Affair – Regie, Produktion
- 1951: Mr. Imperium – Regie, Drehbuch
- 1951: It’s a Big Country – Ko-Regie bei dem Episodenfilm
- 1958: Begierde unter Ulmen (Desire Under the Elms) – Produktion
- 1958: Die Heiratsvermittlerin (The Matchmaker) – Produktion